# 和裕皇贵妃
和裕皇贵妃（1761年2月25日—1834年1月27日），刘佳氏。拜唐阿刘福明之女，清朝嘉庆帝颙琰之皇贵妃。谥曰和裕。

## 生平
乾隆二十六年正月二十一日出生，跟孝淑睿皇后喜塔臘氏年纪相仿。
乾隆年間，刘佳氏入侍皇子永琰府邸，稱为格格。乾隆四十四年十二月二十九日巳时，刘佳氏生永琰长子。乾隆四十五年（1780年）三月初六日夭折，后被追封為穆郡王。乾隆四十六年十二月十七日巳时，生永琰第三女庄敬和硕公主。
嘉庆元年（1796年）正月初四日，册封格格刘佳氏为諴妃，位序次於皇后喜塔臘氏與貴妃鈕鈷祿氏。根据内务府《鸿称通用》的記载，“諴”字的滿文意思为“真实的”，引申意为「真诚的」。孝淑皇后去世後，貴妃鈕鈷祿氏繼位皇后，諴妃在嘉慶朝都是後宮排序第二的主位。
嘉慶六年 (1801年) 十月二十一日，諴妃所出的莊敬和碩公主行初定禮，嘉慶帝到保和殿參與宴席，諸位皇子、王公大臣和額駙科爾沁部郡王索特納木多布濟亦到場。同日，宮中的諸位妃子在諴妃所居的翊坤宮內筵宴庆祝。嘉庆十三年（1808年）十一月，晋封為諴贵妃。
嘉庆二十五年（1820年）八月，道光帝继位，諴贵妃早夭的儿子被追封为郡王，谥号曰穆；同年十二月，道光帝尊封諴貴妃為皇考諴禧皇贵妃。
《升平署档案集成·恩赏日记档》记载，道光十年正月二十日，在绮春园舉行諴禧皇贵妃七十寿辰慶典，由於當時尚有皇太后，慶祝規模自然比如皇贵太妃七旬時遜色不少。此外，如皇貴太妃七旬慶典是在咸豐年間，宮內對這位皇祖母級的皇貴妃壽辰慶典自然比道光年間諴禧皇貴妃的慶典隆重。
道光十三年（1833年）十二月十八日，諴禧皇贵妃逝世，享壽七十三歲，谥曰和裕皇贵妃。和裕皇贵妃薨逝之后，宣宗特命劉佳氏所出的庄敬和硕公主的嗣子僧格林沁穿孝。从宗法上而言，和裕皇贵妃是僧格林沁的外祖母。值得一提的是在諴禧皇贵妃去世后的百日祭礼上，她的一位兄长前来行礼。道光十五年九月初八日，和裕皇貴妃金棺奉移清西陵，九月十八日酉时，奉安昌陵妃园寝。

## 影视作品
- 電視劇

| 年份 | 劇名 | 演員   | 剧中姓名  | 劇中稱謂 |
| 2018 | 天命 | 陳自瑤 | 劉佳·晴兒 | 諴妃     |

## 延伸阅读
[在维基数据编辑]
 《清史稿/卷214》，出自趙爾巽《清史稿》